# Kel Kodheli
Kel Kodheli, född 1870 i Shkodra Zadrima, Albanien, död 1940, albansk målare och fotograf.